# Albert H. Roberts

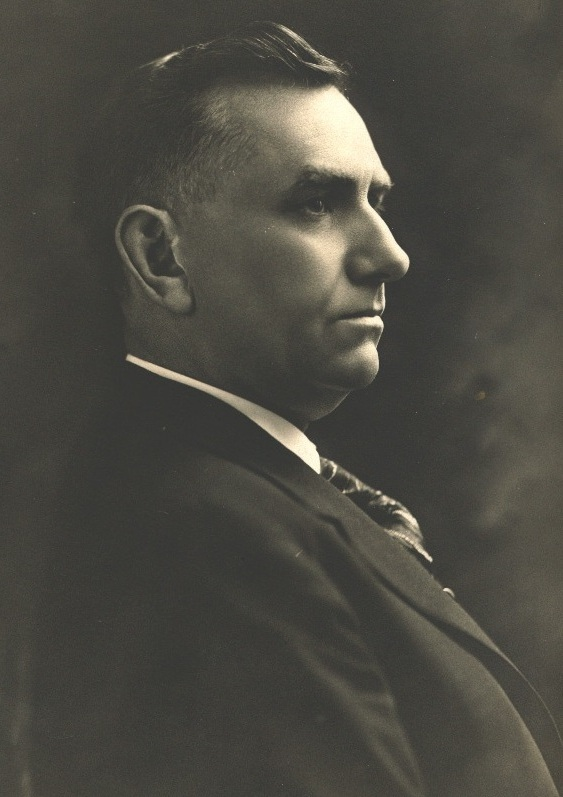
Albert H. Roberts (ca. 1921)

Albert Houston Roberts (* 4. Juli 1868 in Alpine, Overton County, Tennessee; † 25. Juni 1946 in Donelson, Tennessee) war ein US-amerikanischer Politiker und der 37. Gouverneur von Tennessee.

## Leben

### Frühe Jahre
Albert Roberts wuchs in Alpine und in Columbia (Kansas) auf. Anschließend besuchte er das Hiwassee College, das er 1892 erfolgreich abschloss. Das nötige Geld für sein anschließendes Jura-Studium verdiente er als Lehrer. Nach seiner Zulassung als Anwalt im Jahr 1894 eröffnete er in Livingstone eine Anwaltskanzlei. Dort praktizierte er bis 1910. In diesem Jahr wurde er Vorsitzender Richter des Vierten Gerichtsbezirks (Chancellor of the 4th Judical District) von Tennessee. Dieser Bezirk umfasste 15 Countys im mittleren Tennessee. Roberts besuchte jedes County zweimal im Jahr und wurde dadurch in dieser Gegend sehr bekannt.

### Politische Karriere
Im Jahr 1912 war der Demokrat Roberts Mitglied im Wahlkampfteam von Benton McMillin, der aber bei der Wahl zum Gouverneur unterlag. 1914 bewarb er sich innerparteilich um die Nominierung für das Amt des Gouverneurs. Die Partei entschied sich aber mehrheitlich für Tom C. Rye. 1918 unternahm er einen neuen Anlauf. Diesmal schaffte er nicht nur die Nominierung seiner Partei, sondern auch den Wahlsieg.
In seiner Amtszeit als Gouverneur setzte sich Roberts entscheidend für die Ratifizierung des 19. Zusatzartikels zur US-Verfassung ein, der die Einführung des Frauenwahlrechts beinhaltete. Er war für einen weiteren Ausbau des Bildungssystems und des Verkehrsnetzes. Allerdings geriet er sehr schnell in innenpolitische Schwierigkeiten. Eine geplante Steuerreform stieß auf vehementen Widerstand, auch in seiner eigenen Partei. Die Grundsteuer für landwirtschaftliche Flächen stieg innerhalb eines Jahres um 260 Prozent. Damit brachte er die Landwirte gegen sich auf. Gleichzeitig geriet er auch in Konflikt mit der Arbeiterschaft und den Gewerkschaften, weil er Streiks für bessere Löhne und Arbeitsbedingungen mit harten militärischen und juristischen Mitteln bekämpfte. Der rechte Flügel seiner Partei und konservative Kreise in Tennessee konnten sich nicht mit dem Frauenwahlrecht abfinden und stellten sich gegen Roberts. Dieser trat trotzdem zur Wiederwahl 1920 an und verlor klar gegen den republikanischen Kandidaten Alfred A. Taylor, auch weil ihn seine eigene Partei aus besagten Gründen nur halbherzig unterstützte.

### Lebensabend und Tod
Nach dem Ende seiner Amtszeit betrieb er in Nashville zusammen mit seinem Sohn eine gut gehende Anwaltskanzlei. 1930 war er Mitglied eines Untersuchungsausschusses gegen Gouverneur Henry Hollis Horton. Roberts starb 1946 und wurde in Livingstone beigesetzt.